# Aeroporto de Luís Eduardo Magalhães
O Aeroporto Ondumar Ferreira Borges (IATA: ***, ICAO: SWNB) é um aeroporto público localizado no município brasileiro de Luís Eduardo Magalhães, a cerca de onze quilômetros do centro da cidade. Serve parte do Oeste da Bahia e parte do Sudoeste do Tocantins, notadamente as cidades de Luís Eduardo Magalhães, Barreiras e São Desidério e parte do sudoeste do estado do Tocantins notadamente a cidades de Taguatinga e Dianópolis.

## Histórico
O Aeroporto Ondumar Ferreira Borges teve sua origem como uma iniciativa privada de empresários locais ligados ao agronegócio, que financiaram e construíram toda a estrutura inicial, incluindo as taxiways e a pista de pouso e decolagem, com o objetivo de atender às crescentes demandas logísticas da região, um dos maiores polos agrícolas do Brasil. Em 2016, a administração do aeroporto foi delegada ao Governo do Estado da Bahia, marcando uma nova etapa de sua história, com foco na integração às estratégias estaduais de desenvolvimento. No ano de 2023, foram iniciadas obras de modernização realizadas pelo Governo do Estado da Bahia, por meio da Secretaria de Infraestrutura (Seinfra), com um aporte de 35 milhões de reais. Essas obras incluíram a construção de um novo terminal de passageiros, o reforço da área de movimentação de aeronaves, a instalação de um novo sistema de balizamento noturno e a implementação de auxílios à navegação aérea. A nova estrutura foi entregue no dia 12 de dezembro de 2024, em uma cerimônia que contou com a presença do governador do estado, Jerônimo Rodrigues, do prefeito de Luís Eduardo Magalhães, Junior Marabá, e de importantes empresários do setor do agronegócio. A obra posiciona o aeroporto como um ponto estratégico para a logística e o transporte no estado.Ainda em 2024, após a conclusão das obras, o Governo do Estado cedeu a administração do aeroporto à Prefeitura de Luís Eduardo Magalhães, com o objetivo de fomentar a operação de voos comerciais regulares e fortalecer a conectividade da região com grandes centros urbanos.

## Características
| Nome                       | Aeroporto Ondumar Ferreira Borges                |
| Código                     | Luís Eduardo Magalhães - (IATA: ***, ICAO: SWNB) |
| Administração              | Prefeitura Municipal De Luís Eduardo Magalhães   |
| Dimensões da pista         | 2 000 x 30 metros                                |
| Altitude                   | 771 metros                                       |
| Revestimento da pista      | Asfalto                                          |
| Operações                  | VFR                                              |
| Designativo das cabeceiras | 10/28                                            |
| Resistência da pista       | 12/F/A/X/T                                       |
| Abastecimento              | AVGAS/JET A1                                     |
| Coordenadas geográficas    | 12°04'48.2"S 45°42'42.0"W                        |

## Acidentes e Incidentes
Em 25 de abril de 2013, um monomotor modelo RV-10 caiu pouco após a decolagem no Aeroporto de Luís Eduardo Magalhães, na Bahia. A aeronave explodiu após o impacto, resultando na morte do piloto, único ocupante a bordo. O avião tinha como destino o estado do Piauí.